# Paretroplus nourissati
Paretroplus nourissati known as Lamena, là một loài cá thuộc họ Cichlidae. Nó là loài đặc hữu của Madagascar. Môi trường sống tự nhiên của nó là các con sông. Nó bị đe dọa do mất môi trường sống.